# 청도 차산농악
청도 차산농악(淸道 車山農樂)은 대한민국 경상북도 청도군 풍각면 차산리에서 전해지고 있는 농악이다. 1980년 12월 30일 경상북도의 무형문화재 제4호로 지정되었다.

## 개요
농악은 농부들이 두레를 짜서 일할 때 치는 음악으로 꽹과리·징·장구·북과 같은 타악기를 치며 벌이는 음악을 두루 가리키는 말이다. 굿·매구·풍장·금고·취군 등으로도 불린다. 농악을 공연하는 목적에 따라 종류를 나누어 보면 당산굿·마당밟이·걸립굿·두레굿·판굿·기우제굿·배굿 등으로 나눌 수 있고, 지역적 특징에 따라 분류하면 경기농악·영동농악·호남우도농악·호남좌도농악·경남농악·경북농악으로 갈라진다.
경북농악의 일종인 청도차산농악은 천왕기(天王旗)싸움에서 발달한 농악으로 천왕기싸움은 매년 1월 초에 천왕기를 앞세우고 마을별로 농기와 농악대가 어울려 고갯마루와 장터에서 서로 위세를 자랑하며 노는 놀이이다. 꿋꿋하고 향토적인 예스러움과 질박함을 간직하고 있으며, 장단을 외가락으로 빨리 몰아가는 경우가 많아서 소박하고 씩씩한 느낌을 준다.
굿거리장단에 덧배기춤으로 이어지는 경상도 악무가 특징이며 영남일대는 물론 전국적으로 알려진 민속놀이다. 예능보유자로는 김오동 씨가 인정되어 있다.

## 보유자
| 성명   | 성별 | 생년월일 | 기.예능 | 주소          | 인정일자 | 해제일자 | 비고 |
| ------ | ---- | -------- | ------- | ------------- | -------- | -------- | ---- |
| 김태훈 | 남   | 1968년생 | 상쇠    | 청도군 청도읍 | 2017.1.5 |          |      |

김태훈은 차산농악의 초대 보유자인 김오동에게 쇠를 배우기 시작하였다. 현재 보존회의 상쇠로 차산농악의 가락을 잘 전수하고 있으며, 기량면에서도 뛰어난 모습을 보여주고 있다. 또한 차산농악의 상쇠로서 농악대 전체를 이끄는 리더쉽 또한 충분하다고 판단되는 바, 경상북도 무형문화재 제4호 차산농악의 보유자로 인정한다.

## 참고 문헌
- 청도차산농악 - 국가유산청 국가유산포털